# Батарея № 905
Батарея № 905 — бывшая 180-мм береговая артиллерийская батарея в составе 52-го отдельного артиллерийского дивизиона Сучанского сектора береговой обороны Тихоокеанского флота СССР (России). Расположена в окрестностях города Находки Приморского края.
Построена (1934—1935) для защиты побережья от угрозы со стороны флота Японии. Прикрывала подступы вражеских кораблей к заливу Америка (с 1972 года — залив Находка) с юга и запада, а также к заливу Восток — с юга и юго-запада.
В декабре 1933 года выдано техническое задание на строительство батареи. На первом этапе строительства (1934) были построены силовая станция, первое и второе орудие, проведены основные работы по строительству командного пункта, третьей и четвёртой башни. На втором этапе (1935) было полностью завершено строительство командного пункта, третьей и четвёртой башни. В 1938—1939 годах для защиты побережья в районе батареи был построен дот «Тунгус». По боевому расписанию на батарее проходили службу 166 человек. Регулярные учения на батарее проходили до 1974 года. В 1994 году воинскую часть закрыли: боезапас был вывезен и затоплен, батарея брошена.

## Комплекс сооружений
Комплекс сооружений состоит их двух частей: командного поста батареи, который находится примерно в 0,8 км на северо-восток от мыса Тунгус (на самой высокой сопке в бухте Тунгус), и центра огневой позиции — в 1490 м на север от командного поста. Со вспомогательными сооружениями (резервуар для воды, электрощитовые и прочими) в комплекс батареи входит около 11 различных объектов.

### Огневая позиция
Огневая позиция не просматривалась с моря. На огневой позиции располагались справа налево (от дороги на Людянзу): силовая станция и орудийные блоки № 1, 2, 3 и 4. Орудийные блоки — отдельные укрепления: бетонированные площадки диаметром до 10 метров, прикрытые со стороны моря бетонным бруствером толщиной до 1,5 метров. В каждом орудийном дворике стояла артиллерийская установка МО-1-180 со 180-мм корабельным орудием Б-1-П. Дальность стрельбы 10-метровой пушки составляла 37 км. Вес одного снаряда — 97 кг.
Под вращающейся частью пушек весом около 80 тонн располагались жилые кубрики личного состава, кабинеты, кислородная станция, пороховые и снарядные погреба, снаряжательные элеваторные машины для подачи снарядов и зарядов, душевые, гальюны, фильтро-вентиляционные установки. Ниже на глубину 10 метров опускалась штольня, которая соединяла между собой четыре пушки и силовую станцию.
Блоки огневой позиции соединены патерной. От блока силовой станции потерна длиною около 100 м идёт в направлении командного поста и заканчивается вертикальной шахтой. По траншее был проложен кабель приборов управления стрельбой. Рядом с шахтой отходит дренажная штольня. Орудия демонтированы сборщиками металлолома в 1997 году.
Силовая станция состояла из двух этажей. На верхнем этаже находились ёмкости для воды и топлива, на нижнем были установлены два нефтяных отопительных котла и дизель-генератор. В блоке силовой станции находилась механическая мастерская с токарным, сверлильным и фрезерным станками.

### Командный пост
Командный пост батареи расположен на удалении 1490 м юго-западнее центра огневой позиции. Блок командного поста имел броневую башню для дальномера ДМ-6, два сборных броневых колпака, где размещались визиры. Позднее было построено бетонное основание радиолокационной станции орудийной наводки. От вертикальной шахты командного поста в сторону огневой позиции отходит потерна. Проект предусматривал подземный ход, который должен был соединять командный пост с другими сооружениями батареи, но из-за затопляемости в низине от этой идеи впоследствии отказались.

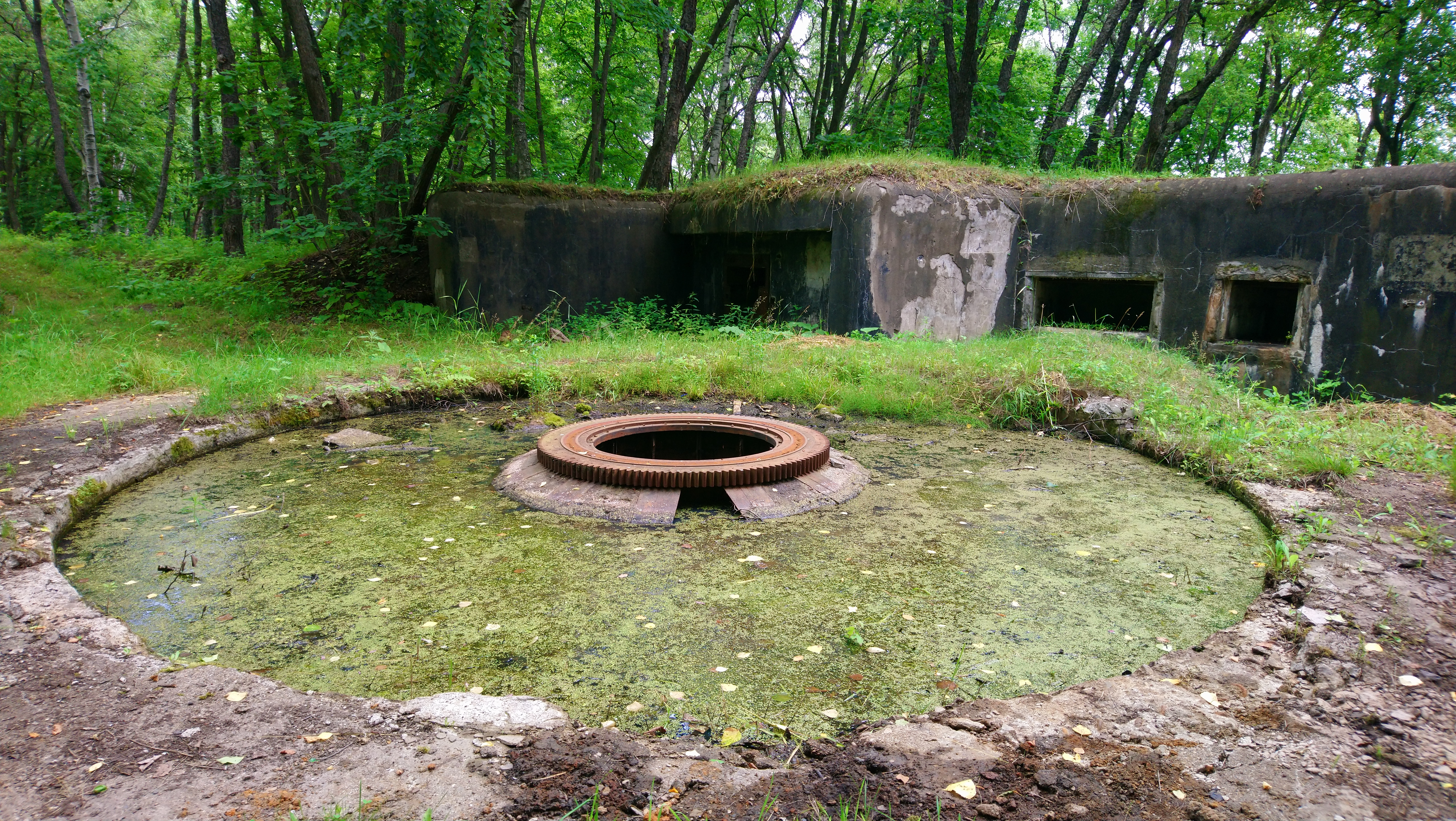
Орудийный дворик
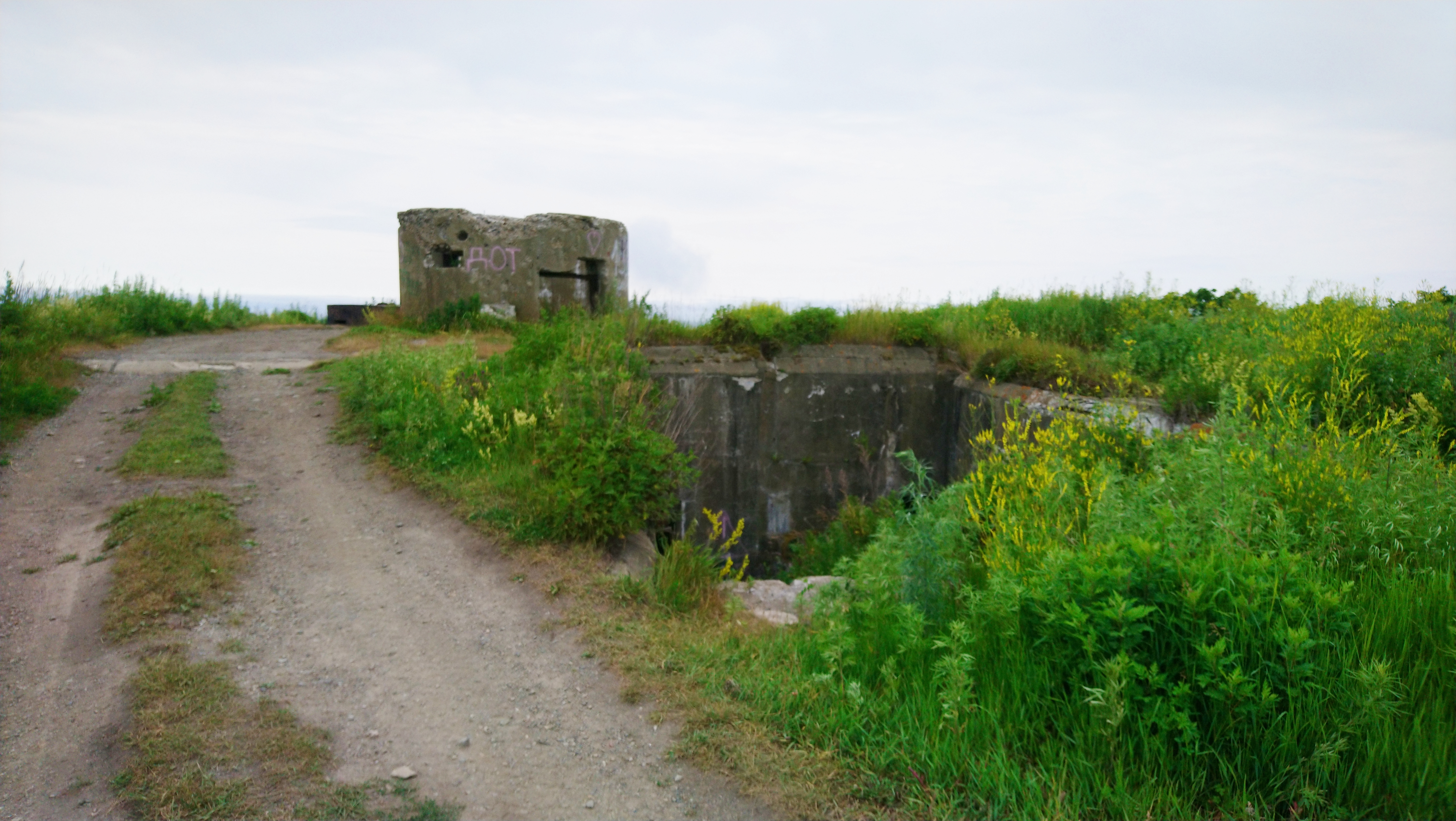
Командный пост с входом под землю
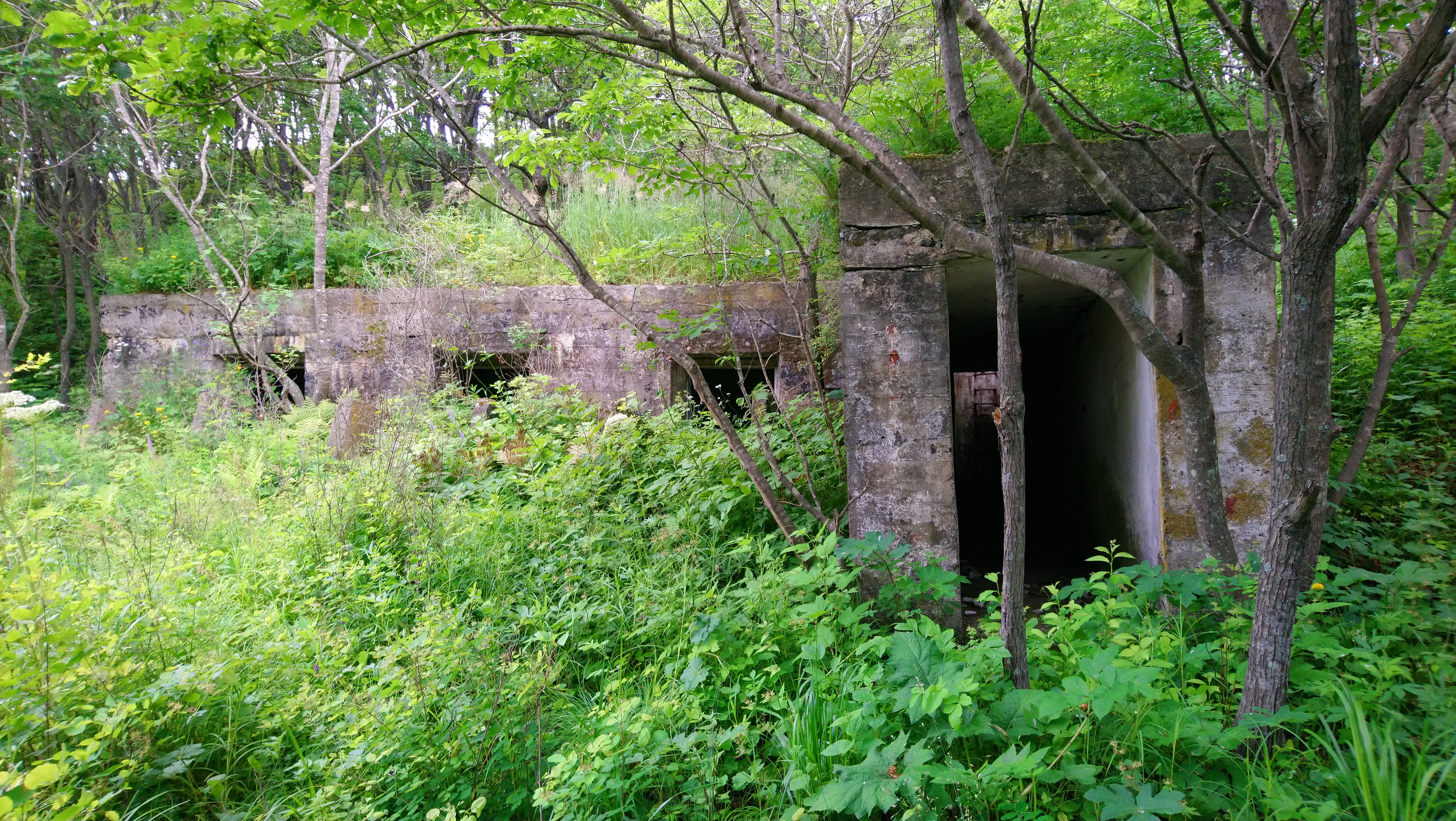
Строение на склоне сопки, примерно в 200 м к северу от командного поста